# District de Somnath Gir
Le district de Somnath Gir est un district de l'état du Gujarat en Inde. Il est situé au sud de la péninsule de Kâthiâwar. Il a été créé en 2013 à la suite de la scission du district de Junagadh.